# Чикагский маяк
Чикагский маяк (англ. The Chicago Harbor Lighthouse) ― маяк в Чикаго, штат Иллинойс. Расположен на волноломе в гавани Чикаго-Харбор. Маяк включён в Национальный реестр исторических мест США. Чикагский маяк является единственным сохранившемся маяком в Чикаго. Автор проекта — Совет маяков США.

## История
Маяк был построен в 1893 году к проведению Всемирной Колумбовой выставки. В 1917 году волнорез, где располагался маяк, был отремонтирован. В 1919 году здание было перенесено на нынешнее место, к нему были дополнительно пристроены помещение с установленным на нём наутофоном и место для хранения лодок. В 1979 году маяк был автоматизирован.
Маяк был внесён в Национальный реестр исторических мест США 19 июля 1984 года под номером 84000986. 9 апреля 2003 года он был официально признан достопримечательностью Чикаго.

## Конструкция маяка
Маяк расположен на волноломе и состоит из бетонного основания и два пристроенных к нему здания. Здание имеет внешние сходства с маяком Рок-оф-Эйджес вблизи острова Айл-Ройал на озере Верхнее, который является современником Чикагского маяка.
Дизайн уникален …, похож на кессонные маяки, но этот маяк выше.Расс Роулет
Оригинальный текст (англ.)The design is unique … similar to that of the offshore sparkplug towers, but this tower is taller.

## Интересный факт
- На Всемирной выставке в 1893 году была представлена линза Френеля, которая получила первое место на выставке стекла в Париже. Линза была изначально изготовлена для маяка Понт-Лома в Калифорнии[8], но Советом маяков было принято решение оставить её в Чикаго из-за закрытия выставки[9]. Линза была позже демонтирована с Чикагского маяка и выставлена на Национальном памятнике Кабрилло в Калифорнии[10].

## Память
- Чикагскому маяку и его роли в развитии города посвящена скульптура «Дух вод» (англ. The Spirit of Waters), расположенная возле входа в мэрию Чикаго на улице Ласалле[5].